# Englewood, Kansas
Englewood är en ort i Clark County i Kansas. Vid 2010 års folkräkning hade Englewood 77 invånare.